# Банк даних білків
Банк даних білків (англ. Protein Data Bank, PDB) — сховище для тривимірних структурних даних білків і нуклеїнових кислот. Ці дані, зазвичай отримані методами рентгеноструктурного аналізу і ЯМР-спектроскопії, постачаються біологами і біохіміками зі всього світу. В цій базі даних вони знаходяться у публічному домені та можуть використовуватися безкоштовно.

## Історія та організація
Банк даних білків було засновано в 1971 році Едгаром Меєром і Волтером Гамільтоном, співробітниками Брукгейвенської національної лабораторії. 1998 року, управління Банком даних було передане Дослідницькій колаборації структурної біоінформатики (англ. Research Collaboratory for Structural Bioinformatics, RCSB). Адміністрація організації знаходиться на території Університету Ратгерс, її керівником зараз є Елен Берман.
Міжнародна організація Всесвітній Банк даних білків [Архівовано 7 квітня 2015 у Wayback Machine.] (англ. Worldwide Protein Data Bank, wwPDB) складається з організацій в усьому світі, що займаються внесенням даних до бази та розповсюдженням накопиченої інформації (PDB). Членами організації зараз є RCSB PDB (США), PDBe [Архівовано 18 вересня 2019 у Wayback Machine.] (Європа) і PDBj [Архівовано 18 вересня 2020 у Wayback Machine.] (Японія). Група BMRB [Архівовано 20 жовтня 2020 у Wayback Machine.] (США) приєдналася до wwPDB в 2006 році. Місією wwPDB є підтримка єдиного архіву даних всіх структур біологічних макромолекул та вільне розповсюдження цієї інформації.
Крім того, організація підтримує та приводить до спільного формату багато інших баз даних, що містять інформацію щодо функції білків та їх еволюції.
Коли база даних була заснована, вона містила структури 7 білків. Відтоді число структур швидко і майже експоненціально зростає. Сам факт цього росту став предметом окремих досліджень та аналізу growth rate [Архівовано 28 квітня 2007 у Wayback Machine.].

## Дані
Станом на 26 вересня 2006 року, база даних містила 39 051 тривимірних структур з атомною роздільною здатністю, з них 35 767 структур білків, решта — структури нуклеїнових кислот, нуклеопротеїнів та кількох інших молекул. Зараз щороку додається близько 5 тис. структур. Дані зберігаються в форматі mmCIF, розробленому спеціально для цієї цілі.
Проте, жодна з структур не містить точного розташування всіх атомів великих біомолекул, хоча, за винятком атомів водню, ці координати можуть бути отримані з великим ступенем достовірності. Дані про послідовності (амінокислот або нуклеотидів) не зберігаються в цій базі, ці дані зберігають в значно більших базах даних, таких як Міжнародна колаборація баз даних послідовностей (англ. International Nucleotide Sequence Database Collaboration) або Swiss-Prot.
станом на 11 вересня 2007 року, «Список даних PDB» на сайті RCSB [Архівовано 4 липня 2007 у Wayback Machine.] містив наступну статистику:
|                            | Білки | Нуклеїнові кислоти | Нуклеопротеїни | Інше | Всього |
| -------------------------- | ----- | ------------------ | -------------- | ---- | ------ |
| Рентгеноструктурний аналіз | 36223 | 983                | 1684           | 24   | 38914  |
| ЯМР-спектроскопія          | 5665  | 781                | 134            | 7    | 6587   |
| Електронна мікроскопія     | 105   | 10                 | 38             | 0    | 153    |
| Інші методи                | 80    | 4                  | 4              | 2    | 90     |
| Всього                     | 42073 | 1778               | 1860           | 33   | 45744  |

Відмітьте, що теоретичні моделі більше не приймаються до PDB.
22461 структури в PDB мають файл структурного фактору. 3138 структури в PDB мають файл даних ЯМР. Сучасний стан бази щотижня оновлюється на сайті  [Архівовано 4 липня 2007 у Wayback Machine.].

## Формат даних
За роки існування, Формат файлів PDB пройшов через численні зміни. Оригінальний формат диктувався шириною комп'ютерних перфокарт.
- Опис формату — складений співробітниками PDB в BNL (англ.) — тут можуть бути знайдені специфікації формати, це перший сайт, який слід відвідати перед переглядом даних.
- PDBML [Архівовано 29 грудня 2007 у Wayback Machine.] (англ.) — представлення даних PDB в форматі XML.
- ftp.rcsb.org [Архівовано 9 червня 2018 у Wayback Machine.] (англ.) — Необроблені дані можуть бути скачані із цього сайту.
- (англ.) — Файли формату PDB можуть бути отримані через HTTP з цього сайту.
- http://www.pdb.org/pdb/files/4hhb.xml.gz (англ.) — Файли формату PDBML (XML) можуть бути отримані через HTTP з цього сайту.
- ftp.ebi.ac.uk/pub/databases/rcsb/ (англ.) — Альтернативне розташування архіву PDB.
- www.pdb.org [Архівовано 7 вересня 2015 у Wayback Machine.] (англ.) — Статистика PDB.

Застарілі формати викликають багато проблем, тому створені проєкти переводу даних:
- The Molecular Modeling DataBase (MMDB) (англ.) — на сайті NCBI
- wwPDB [Архівовано 7 квітня 2015 у Wayback Machine.]

MMDB використовує ASN.1 (та перевод цього формату в XML). Члени wwPDB — RCSB PDB, MSD-EBI і PDBj спільно працюють над створенням єдиного формату в усьому архіві. Хоча дехто сумнівається в доцільності, інші стверджують, що без цього багато даних можуть бути важкими для використання.
Кожна структура в PDB отримує чотирьохбуквений ідентифікатор, PDB ID. Ці дані не слід використовувати для ідентифікації молекули, тому що часто одна молекула має кілька структур в базі даних (отриманих за різними умовами та в різних конформаціах), які мають різні ідентифікатори.
Коли структура потрапляє до бази даних, співробітники wwPDB перевіряють та анотують її. До бази подіються тільки експериментальні, але не теоретично передбачені структури.
Зараз багато фондів, що фінансують дослідження, та наукових журналів вимагають обов'язкової подачі даних до PDB.

## Використання даних
Структурні дані можуть бути візуалізовані за допомогою багатьох програм, таких як VMD, RasMol, PyMOL, Jmol, MDL Chime, QuteMol, плагінів для браузерів VRML та STING, програми для настільних комп'ютерів Sirius. Вебсайт RCSB PDB містить багато посилань на такі програми для використання для освіти, структурної геноміки та інших цілей.

### Друковані
- H.M. Berman, K. Henrick, H. Nakamura (2003): Announcing the worldwide Protein Data Bank. Nature Structural Biology 10 (12), p. 980 PMID 14634627.
- H.M. Berman, J. Westbrook, Z. Feng, G. Gilliland, T.N. Bhat, H. Weissig, I.N. Shindyalov, P.E. Bourne: The Protein Data Bank. Nucleic Acids Research, 28 pp. 235–242 (2000). PMID 10592235
- Bernstein FC, Koetzle TF, Williams GJ, Meyer Jr EF, Brice MD, Rodgers JR, Kennard O, Shimanouchi T, Tasumi M. The Protein Data Bank: a computer-based archival file for macromolecular structures. J Mol Biol 1977;112:535-542. PMID 875032.
- E.F. Meyer «The First Years of the Protein Data Bank», Protein Science 6:1591-1597 (1997)
- Sussman, JL, Lin, D, Jiang, J, Manning, NO, Prilusky, J, Ritter, O & Abola, EE. Protein data bank (PDB): a database of 3D structural information of biological macromolecules. Acta Cryst 1998; D54:1078-1084. PMID 10089483.

### Онлайн
- The Worldwide Protein Data Bank (wwPDB) [Архівовано 7 квітня 2015 у Wayback Machine.] — parent site to regional hosts (below)
- PDBe [Архівовано 18 вересня 2019 у Wayback Machine.] (англ.) — головна сторінка
- RCSB Protein Data Bank (англ.) — головна сторінка
- Protein Data Bank Japan [Архівовано 18 вересня 2020 у Wayback Machine.] (англ.) — головна сторінка
- A PDB Wiki [Архівовано 2 червня 2008 у Wayback Machine.] (англ.) — вебсайт спільної аннотації

### Інші посилання
- ExPASy — Swiss-Prot і TrEMBL [Архівовано 30 січня 2008 у Wayback Machine.]
- DNA Sequence Collaborator's Page [Архівовано 24 жовтня 2007 у Wayback Machine.] Міжнародна колаборація нуклаотидних послідовностей